# Premi Platino al Cinema i Educació en Valors
El Premi Platino al Cinema i Educació en Valors és un dels premis al mèrit atorgats per Entitat de Gestió de Drets dels Productors Audiovisuals i Federació Iberoamericana de Productors Cinematogràfics i Audiovisuals. Poden optar a aquesta categoria aquelles pel·lícules que "reuneixin, transmetin o indueixin a la reflexió sobre determinats valors socials i humans que es considerin positius per a la societat en el seu conjunt, com la solidaritat, la companyonia, la integritat i altres principis".

## Guanyadors i finalistes
Indica la pel·lícula guanyadora en cada edició.

### 2010s
| Edició                             | Pel·lícula               | Direcció                  | País(os) de producció       | Ref.  |
| ---------------------------------- | ------------------------ | ------------------------- | --------------------------- | ----- |
| 2017 IV edició dels Premis Platino | Esteban                  | Jonal Cosculluela         | Cuba, Espanya               | [ 2 ] |
| 2017 IV edició dels Premis Platino | El acompañante           | Pavel Giroud              | Cuba, Veneçuela, Colòmbia   | [ 3 ] |
| 2017 IV edició dels Premis Platino | El Jeremías              | Anwar Safa                | Mèxic                       | [ 3 ] |
| 2017 IV edició dels Premis Platino | Rara                     | Pepa San Martín           | Xile, Argentina             | [ 3 ] |
| 2017 IV edició dels Premis Platino | Un monstre em ve a veure | Juan Antonio Bayona       | Espanya                     | [ 3 ] |
| 2018 V edició dels Premis Platino  | Handia                   | Aitor Arregi i Jon Garaño | Espanya                     | [ 4 ] |
| 2018 V edició dels Premis Platino  | Como Nossos Pais         | Laís Bodanzky             | Brasil                      | [ 5 ] |
| 2018 V edició dels Premis Platino  | Mala junta               | Claudia Huaiquimilla      | Xile                        | [ 5 ] |
| 2018 V edició dels Premis Platino  | La mujer del animal      | Víctor Gaviria            | Colòmbia                    | [ 5 ] |
| 2018 V edició dels Premis Platino  | Una mujer fantástica     | Sebastián Lelio           | Xile, Espanya               | [ 5 ] |
| 2019 VI edició dels Premis Platino | Campeones                | Javier Fesser             | Espanya                     | [ 6 ] |
| 2019 VI edició dels Premis Platino | Las herederas            | Marcelo Martinessi        | Paraguai                    | [ 7 ] |
| 2019 VI edició dels Premis Platino | Carmen y Lola            | Arantxa Echevarría        | Espanya                     | [ 7 ] |
| 2019 VI edició dels Premis Platino | La noche de 12 años      | Álvaro Brechner           | Espanya, Argentina, Uruguai | [ 7 ] |

### 2020s
| Edició                               | Pel·lícula                   | Direcció               | País(os) de producció | Ref.   |
| ------------------------------------ | ---------------------------- | ---------------------- | --------------------- | ------ |
| 2020 VII edició dels Premis Platino  | El despertar de las hormigas | Antonella Sudassasi    | Costa Rica, Espanya   | [ 8 ]  |
| 2020 VII edició dels Premis Platino  | Araña                        | Andrés Wood            | Xile, Argentina       | [ 9 ]  |
| 2020 VII edició dels Premis Platino  | Diecisiete                   | Daniel Sánchez Arévalo | Espanya               | [ 9 ]  |
| 2020 VII edició dels Premis Platino  | Elisa y Marcela              | Isabel Coixet          | Espanya               | [ 9 ]  |
| 2021 VIII edició dels Premis Platino | El agente topo               | Maite Alberdi          | Xile, Espanya         | [ 10 ] |
| 2021 VIII edició dels Premis Platino | Nuestras madres              | César Díaz             | Guatemala             |        |
| 2021 VIII edició dels Premis Platino | El olvido que seremos        | Fernando Trueba        | Colòmbia              |        |
| 2021 VIII edició dels Premis Platino | Adú                          | Salvador Calvo         | Espanya               |        |
| 2022 IX edició dels Premis Platino   | Los lobos                    | Samuel Kishi           | Mèxic                 | [ 11 ] |
| 2022 IX edició dels Premis Platino   | Maixabel                     | Icíar Bollaín          | Espanya               | [ 12 ] |
| 2022 IX edició dels Premis Platino   | Mediterráneo                 | Marcel Barrena         | Espanya               | [ 12 ] |
| 2022 IX edició dels Premis Platino   | Yo nena, yo princesa         | Fernando Palazzo       | Argentina             | [ 12 ] |